# Garden of the Gods

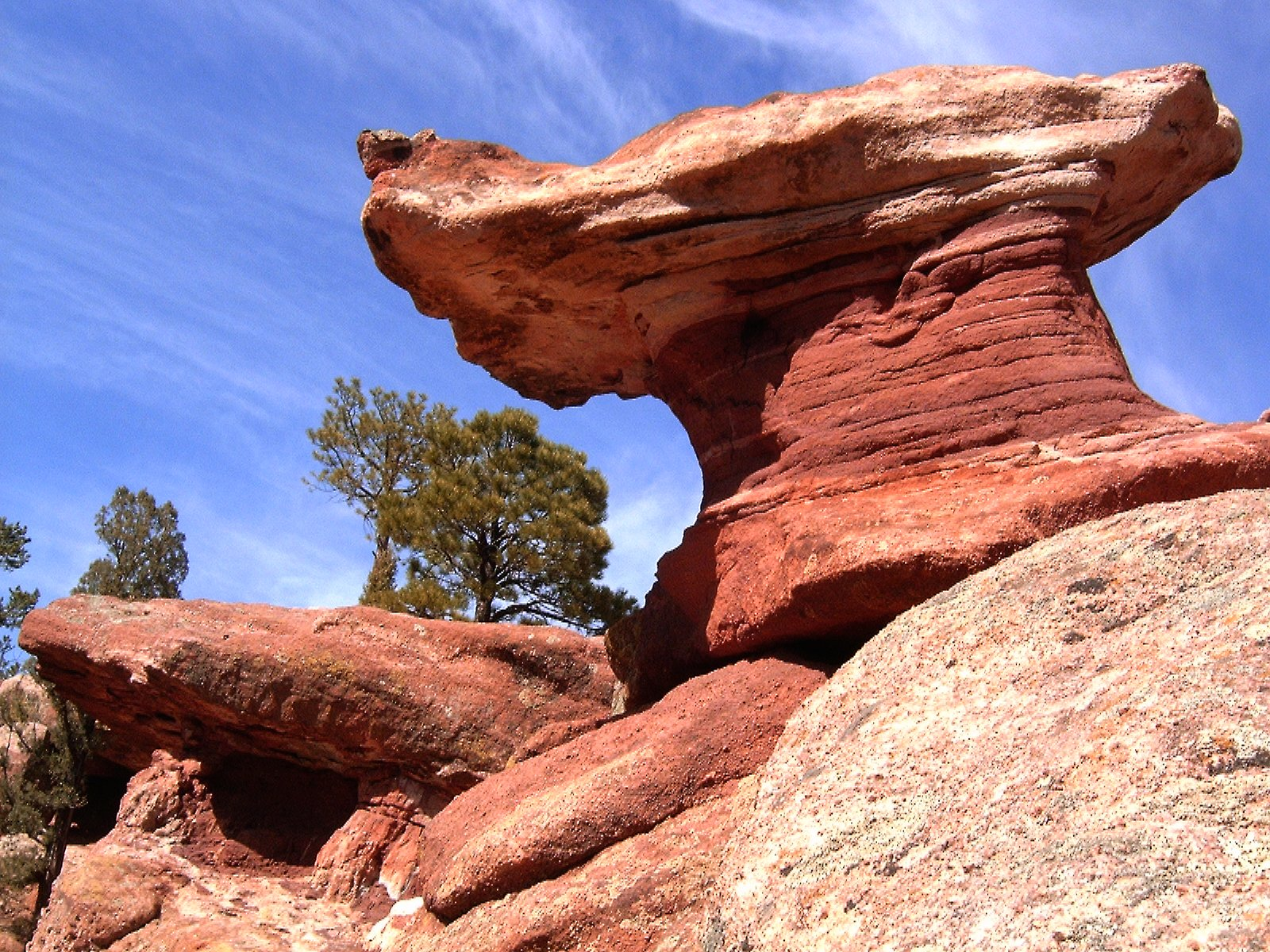
Rocha em forma de cogumelo de conglomerado vermelho e arenito no Jardim dos Deuses

O Garden of the Gods é um grande parque público de aproximadamente 5,2 km² nos arredores de Colorado Springs, no sopé de Pikes Peak, localizado no estado americano do Colorado. Suas formações de arenito vermelho de sedimentos de 65 milhões de anos são semelhantes às das Rochas Vermelhas a oeste de Denver. Diz-se que o nome Colorado (colorido) remonta a este arenito colorido.

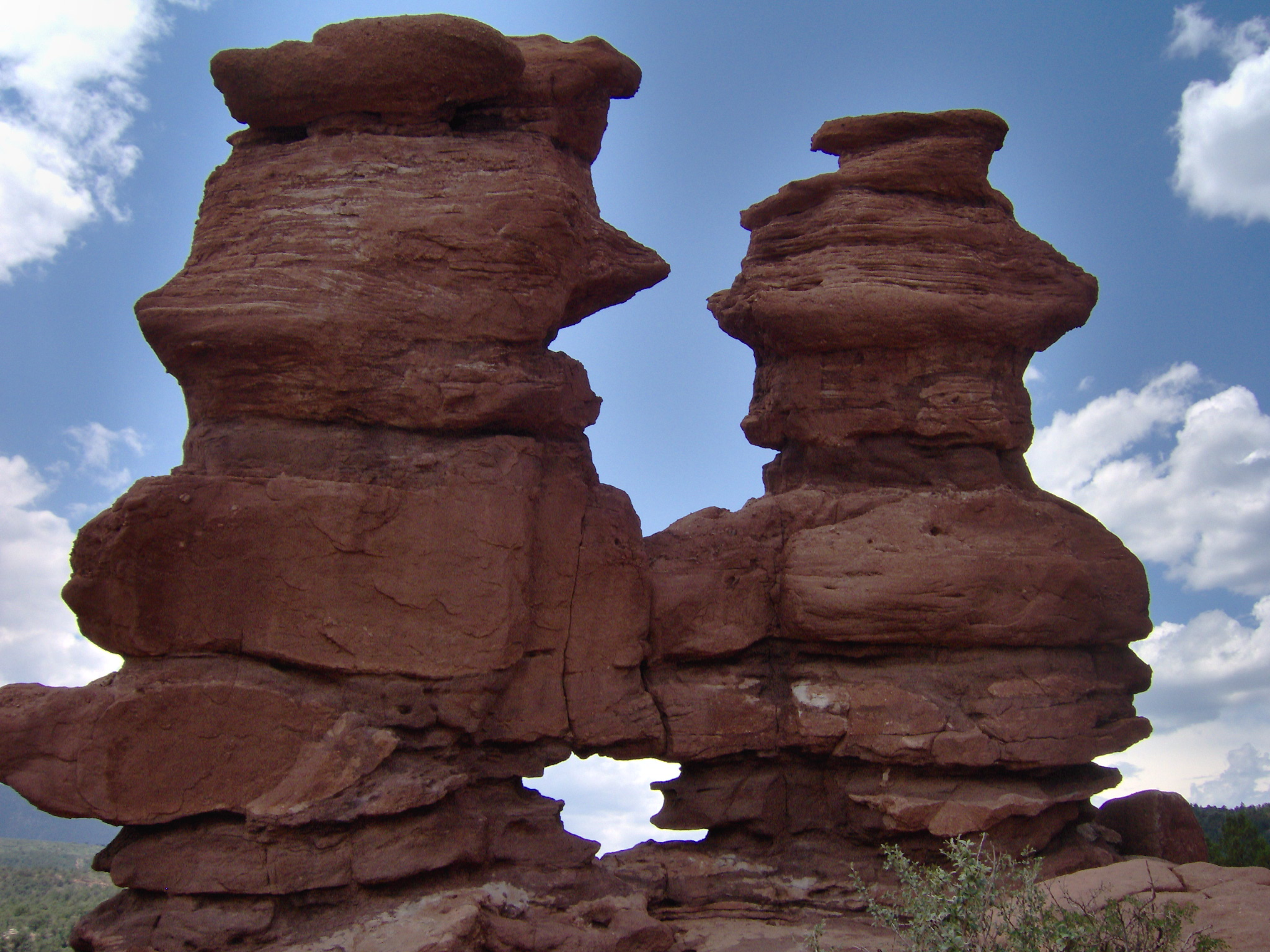
Penhascos de arenito vermelho "Gêmeos Siameses"

## Turismo
O parque, fundado em 1909, goza de grande popularidade como destino. Caminhadas, cavalgadas e mountain bike em caminhos especialmente criados são possíveis aqui. As formações rochosas incomuns e íngremes, às vezes bizarras, com nomes como "Kissing Camels" ou "Weeping Indian" também atraem muitos alpinistas. No entanto, a instabilidade do arenito, especialmente após fortes chuvas, fez algumas vítimas. Apesar de tudo isso, a escalada ainda é permitida no Garden of the Gods. No entanto, é necessário o registo prévio no site oficial. Os passeios a cavalo oferecidos pelo parque natural também são muito populares entre os turistas.
A infraestrutura turística também inclui um centro de visitantes, que fica aberto durante a temporada de férias, e um hotel. Existem também várias áreas de piquenique.